# Pheosia portlandia
Pheosia portlandia är en fjärilsart som beskrevs av Edwards 1886. Pheosia portlandia ingår i släktet Pheosia och familjen tandspinnare. Inga underarter finns listade i Catalogue of Life.